# Tourismus Oberbayern München
Der Verein Tourismus Oberbayern München e. V. ist der Dachverband der Tourismusbranche in Oberbayern einschließlich München. Der Verein wurde Anfang 2015 mit Sitz in München neu gegründet, nachdem der frühere Tourismusverband München-Oberbayern e. V. im Jahr 2012 in Insolvenz gegangen war.

## Geschichte

### Vorgängerverband
Der Tourismusverband München-Oberbayern e. V. (TVMO) wurde 1937 als Dachverband des oberbayerischen Tourismus gegründet. Am 1. Dezember 2009 zählte er 255 ordentliche Mitglieder und 47 außerordentliche Mitglieder. Außerdem gehörten ihm eine Reihe von weiteren Mitgliedern an, wie Bergbahn- und Schifffahrtsunternehmen, Hotel- und Gaststättenorganisationen, Campingplatzbetreiber, einige Privatvermieter und weitere Organisationen.
2012 wurde bekannt, dass der Verband seit Jahren die Förderbestimmungen der Europäischen Union verletzt hat. Daraufhin stellte im Juli 2012 das bayerische Wirtschaftsministerium mit sofortiger Wirkung die Auszahlung von Fördergeldern ein. Eine kurzfristige Finanzspritze der Mitglieder in Höhe von 250.000 Euro konnte das Ende nur noch hinauszögern. Als Rückzahlungsansprüche in Höhe von hunderttausenden Euro entstanden waren, meldete der Verein am 8. Oktober 2012 Insolvenz an. Die Staatsanwaltschaft ermittelt gegen Vorstandsmitglieder und Geschäftsführer.

### Neugründung
Eigentlich sollte ein Nachfolgeverein bereits zum 1. Januar 2013 die Arbeit aufnehmen, die Gründung verzögerte sich jedoch durch interne Debatten zwischen den lokalen Tourismusverbänden. Die Neugründung mit dem Tourismus Oberbayern München e. V. erfolgte schließlich Anfang 2015 mit Sitz in München.

## Aufgaben
Der Tourismusverband übernimmt überregionale Marketing-Funktionen und die Koordination des Marketings für 14 Destinationen in Oberbayern, die auch laut Bayerisches Landesamt für Statistik in ganz Bayern als Tourismusregionen ausgewiesen sind.

## Zuordnung der oberbayerischen Tourismusregionen
Zu den 14 Destinationen zählen neben der unter eigener Bezeichnung vertretenen Landeshauptstadt München sechs Landkreise, die (meist) unter anderer Regionenbezeichnung vermarktet werden: Alpenregion Tegernsee Schliersee (Landkreis Miesbach), Berchtesgadener Land (Landkreis Berchtesgadener Land), Chiemsee-Alpenland (Landkreis Rosenheim), Chiemsee-Chiemgau (Landkreis Traunstein), Ebersberger Grüne Land (Landkreis Ebersberg) und Tölzer Land (Landkreis Bad Tölz-Wolfratshausen).
Drei weitere Regionen beziehen sich auf Landkreisverbünde unter der Bezeichnung:
- Inn-Salzach (Mühldorf am Inn und Altötting)
- Münchner Umland (Freising, Erding, München, Fürstenfeldbruck und Dachau)
- Oberbayerns Städte (Neuburg-Schrobenhausen und Pfaffenhofen an der Ilm sowie die kreisfreie Großstadt Ingolstadt).

Die restlichen vier Regionenbezeichnungen beziehen sich auf drei Gemeindeverbünde, einmal ergänzt um eine Stadt, einmal um einen Landkreis:
- Ammersee-Lech (Dießen am Ammersee, Schondorf am Ammersee, Utting am Ammersee, das im Schwaben gelegene Buchloe und die Stadt Landsberg am Lech)
- Starnberg Ammersee (Bernried am Starnberger See, Dießen am Ammersee, Münsing, Seeshaupt und als Kerngebiet der Landkreis Starnberg)
- Zugspitz-Region (der Markt Garmisch-Partenkirchen und weitere 21 Gemeinden nördlich des Wettersteingebirges)
- sowie der Pfaffenwinkel als einzig historisch bereits seit 1756 belegte Region (Kerngebiet: Landkreis Weilheim-Schongau).

### Abgrenzungen
Die mit dem Landkreis Berchtesgadener Land gebietsgleiche und von ihm geförderte Tourismusregion Berchtesgadener Land ist nicht gleichzusetzen mit der Region Berchtesgadener Land im Südteil des Landkreises.
Die als Chiemsee-Chiemgau (Landkreis Traunstein) ausgewiesene Region ist wiederum nicht identisch mit der Kulturlandschaft Chiemgau bzw. deckt nur ein Teilgebiet dieser Kulturlandschaft ab.
Die Bezeichnung der noch 2017 mit dem Landkreis Starnberg als Kerngebiet aufgeführten Tourismusregion Starnberger Fünf-Seen-Land wurde abgelöst durch die seit 2019 gelistete Tourismusregion Starnberg-Ammersee. Unabhängig vom Wechsel der Bezeichnung umfasst die Tourismusregion seit jeher nur einen Teil der dem Gebiet nach größeren Kulturlandschaft Fünfseenland.